# Tîtarivka, Starobilsk
Tîtarivka (în ucraineană Титарівка) este localitatea de reședință a comunei Tîtarivka din raionul Starobilsk, regiunea Luhansk, Ucraina.

## Demografie
Componența lingvistică a localității Tîtarivka
     Ucraineană (95%)
     Rusă (5%)
Conform recensământului din 2001, majoritatea populației localității Tîtarivka era vorbitoare de ucraineană (95%), existând în minoritate și vorbitori de rusă (5%).